# Dededo
Dededo (chamorro: Dedidu) es la ciudad más populosa de la isla de Guam, territorio no incorporado de los Estados Unidos. Según el censo estadounidense, la población de Dededo era de 46.000 personas en 2004. La ciudad está situada en la meseta de coral del norte de la isla.

## Historia
Tras la Segunda Guerra Mundial, Dededo estaba situada tras la colina Macheche. Dededo se convirtió en una ciudad mayor tras la guerra cuando la Armada de los Estados Unidos construyó alojamiento para los habitantes de la isla desplazados debido a la guerra, y para los trabajadores extranjeros que venían a ayudar en el desarrollo de Guam.
Tras el tifón Karen en 1962, la subdivisión Kaiser se estableció en Dededo para alojar a los desplazados por la tormenta. Más adelante fueron construidas más subdivisiones haciendo crecer la población de la ciudad.

## Descripción
Dededo está situada en la parte Norte de la isla de Guam donde se halla la mayor concentración de personas. Comprende unas 30 millas cuadradas de las 212 que posee Guam. La palabra, «Dededo» viene de un sistema de medida que usaba los dedos, donde cada dedo era una pulgada. El nombre «Dededo» es derivado de la media de dos dedos (es decir, dos pulgadas). Hay otra palabra que posiblemente haya dado nombre a la ciudad. La palabra «dedeggo» es una persona que anda de puntillas para no despertar a los que están durmiendo. No se sabe si la palabra viene porque alguien hace mucho tiempo midió el lugar con sus dedos o porque era una forma habitual de andar.

## Educación
El sistema de escuelas públicas de Guam abastece la isla.
La ciudad posee 5 escuelas primarias:
- Astumbo Elementary School
- Finegayan Elementary School
- Juan M. Guerrero Elementary School
- Maria A. Ulloa Elementary School
- Wettengel Elementary School

Vicente S.A. Benavente Middle School está situada en Dededo.
Algunos estudiantes de Dededo continúan estudiando en el John F. Kennedy High School en Tamuning. Otros en el Simon A. Sánchez High School en Yigo.